# Akropolis-Turnier 1999
Die 13. Auflage des Akropolis-Basketball-Turniers 1999 fand zwischen dem 9. und 11. Juni 1999 in Piräus statt. Ausgetragen wurden die insgesamt sechs Spiele letztmals im Stadion des Friedens und der Freundschaft. Seit 2000 ist stets Athen Austragungsort des Turniers.
Neben der gastgebenden Griechischen Nationalmannschaft nahmen auch die Nationalmannschaften aus Australien und Russland teil. Das Teilnehmerfeld komplettierte die Mannschaft aus Italien, die zum bereits siebten Mal beim Akropolis-Turnier an den Start ging und nur wenige Wochen später bei der Europameisterschaft in Frankreich die Goldmedaille gewann.
Als MVP des Turniers wurde der Grieche Georgios Sigalas ausgezeichnet.

## Begegnungen
| 9. Juni 1999  | Russland     | 60 - 81 | Australien |
| 9. Juni 1999  | Griechenland | 77 - 53 | Italien    |
| 10. Juni 1999 | Griechenland | 68 - 64 | Australien |
| 10. Juni 1999 | Russland     | 84 - 96 | Italien    |
| 11. Juni 1999 | Italien      | 92 - 83 | Australien |
| 11. Juni 1999 | Griechenland | 71 - 70 | Russland   |

## Tabelle
| Rang | Land         | Punkte | Körbe   |
| ---- | ------------ | ------ | ------- |
| 1    | Griechenland | 6      | 216-187 |
| 2    | Italien      | 5      | 241-244 |
| 3    | Australien   | 4      | 228-220 |
| 4    | Russland     | 3      | 214-248 |